# Potamotrygon humerosa
Potamotrygon humerosa är en rockeart som beskrevs av Garman 1913. Potamotrygon humerosa ingår i släktet Potamotrygon och familjen Potamotrygonidae. Inga underarter finns listade i Catalogue of Life.